# Comuna Zavadivka, Volodarka
Zavadivka (în ucraineană Завадівка) este o comună în raionul Volodarka, regiunea Kiev, Ucraina, formată din satele Drujba și Zavadivka (reședința).

## Demografie
Componența lingvistică a comunei Zavadivka
     Ucraineană (98,69%)
     Rusă (1,2%)
     Alte limbi (0,11%)
Conform recensământului din 2001, majoritatea populației comunei Zavadivka era vorbitoare de ucraineană (98,69%), existând în minoritate și vorbitori de rusă (1,2%).